# Miccolamia dracuncula
Miccolamia dracuncula là một loài bọ cánh cứng trong họ Cerambycidae.